# No Man's Land (película)
En tierra de nadie (título original en bosnio: Ničija zemlja) es una película bélica dirigida por Danis Tanović. La película muestra, desde un punto de vista tragicómico, el duro y espinoso conflicto de los Balcanes.

## Sinopsis
Dos soldados de dos bandos diferentes, Čiki y Nino, uno bosniaco y el otro serbobosnio, se encuentran atrapados entre las líneas enemigas, en tierra de nadie, durante la guerra de Bosnia de 1993. Mientras Čiki y Nino tratan de encontrar una solución a su complicado problema, un sargento de los cascos azules de las Naciones Unidas se prepara para ayudarles, contraviniendo las órdenes de sus superiores. Los medios de comunicación son los encargados de transformar una simple anécdota en un show mediático de carácter internacional. Mientras la tensión entre las diferentes partes va en aumento, y la prensa espera pacientemente nuevas noticias, Nino y Čiki tratan por todos los medios de negociar el precio de su propia vida en medio de la locura de la guerra.

## Premios
En tierra de nadie ha recibido, entre otros, los siguientes premios:
- 2002: Óscar a la mejor película de habla no inglesa.
- 2001: Premio del Festival de Cannes al mejor guion.
- 2002: César a la mejor ópera prima.
- 2001: Mejor guionista en los Premios del Cine Europeo.
- 2001: Premio del público en el Festival de San Sebastián.
- 2002: Globo de Oro a la mejor película en lengua no inglesa.